# Mortal Kombat II
Mortal Kombat II (скор. MK2) — друга відеогра в серії Mortal Kombat. Вперше МК2 була випущена 1 листопада 1993 року на аркадних автоматах Midway та Warner Bros. Interactive Entertainment. Гра досягла культового статусу та вважається багатьма гравцями одним із найкращих файтингів усіх часів. 1994 року гра була портована на домашні ігрові консолі.
Сюжет оснований на проведенні чергового турніру Смертельної Битви, в якому імператор Шао Кан сподівається виграти і нарешті захопити за його правилами Земне царство.

## Ігровий процес

### Основи
Mortal Kombat II має розширену бойову систему, порівняно з оригінальною Mortal Kombat. Було додано декілька простих ударів (удар рукою в сидячому положенні і нижній удар ногою сидячи). Удар ногою з розвороту став потужнішим, та як і аперкот, став підкидати противника в повітря. Всі персонажі, відомі з першої, частини отримали нові спецприйоми. У грі також стало більше Фаталіті (англ. Fatality) і були додані нові типи добивань. Бої стали набагато швидшими і плавнішими, в порівнянні з першою частиною. Проте в повітрі персонажі і надалі мали однакові швидкість, силу, висоту стрибка і час перебування в повітрі. Всі звичайні удари теж були однаковими у всіх персонажів.
Поєдинки й надалі поділяються на раунди. Перший боєць, який виграє два раунди, вважається переможцем. Коли у переможеного бійця закінчуються здоров'я, показане смужкою зверху екрану, він знерухомлюється і у переможця з'являється можливість здійснити добивання. Окрім смертельного добивання Фаталіті, додалися комічні добивання, які не завершуються смертю противника: бейбаліті (англ. Babality, противник перетворюється на немовля) і Дружба (англ. Friendship, переможець дає переможеному якийсь подарунок чи інший вияв дружби, при цьому можна почути обурений голос Шао Кана за кадром «Friendship. Friendship?»). Також в грі були представлені спеціальні добивання на аренах з використанням оточення.
Система набирання очок і рейтингу за ними була скасована, і замість неї стала обчислюватися тільки кількість перемог в аркадних матчах і матчах між двома гравцями.
Загальна тема і стиль гри стали похмурішим, хоча в грі використовуються яскравіші кольори. Вдосконалений рушій гри дозволяє відображати глибшу палітру кольорів. Mortal Kombat II також відійшла від помітної в першій частині азійської тематики, як у візуальній складовій, так і в музиці.

### Бійці

#### Нові
- Кунг Лао — член Товариства Білого Лотоса і друг Лю Кана, який виступає на турнірі, щоб помститися за руйнування Шаоліньського храму.
- Саб-Зіро — молодший брат Саб-Зіро з першої гри, посланий на турнір, щоб завершити місію свого зниклого брата — вбити Шанг Цунга.
- Кітана — прийомна дочка Шао Кана, батьків якої той убив, член його персонального загону найманих вбивць.
- Джакс — майор Спеціальних Сил США, керівник Соні Блейд, який вступив на турнір, щоб помститися за свого вбитого напарника і врятувати Соню з полону Шао Кана.
- Міліна — прийомна дочка Шао Кана і гротескна копія Кітани.
- Барáка — лідер армії раси таркатанів, які відрізняються зубатим ротом, відповідальних за різанину в Шаолінському храмі.
- Кінтаро — підбос гри, генерал армії Шао Кана. Виглядає як чотирирукий людиноподібний тигр.
- Шао Кан — бос гри, імператор Зовнішнього Світу, котрий хоче захопити Земне Царство. Згадувався в попередній грі, але не фігурував особисто.

#### З попередньої гри
- Лю Кан — шаолінський монах і чемпіон десятого турніру Смертельної Битви, який вирушає в зовнішній світ, щоб помститися за загибель своїх побратимів із храму.
- Джонні Кейдж — голлівудська кінозірка, який покинув знімання чергового фільму, щоб допомогти врятувати Землю від Шао Кана і зібрати матеріал для свого нового фільму.
- Рептилія — охоронець Шанг Цунга. В попередній грі був секретним бійцем, для бою з яким слід було виконати кілька умов.
- Скорпіон — ніндзя-привид, що повстав із мертвих через жагу помститися Саб-Зіро.
- Рейден — бог Грому в людській подобі, котрий вирушає в Зовнішній світ сам.
- Шанг Цунг — підбос гри, чаклун, слуга Імператора Шао Кана і розпорядник турніру, який запропонував своєму хазяїну новий план захоплення Земного Царства, за що отримав молодість.

#### Секретні персонажі
- Джейд — подруга дитинства Кітани. У бою невразлива для метальної зброї і магічних снарядів.
- Смоук — друг Саб-Зіро з клану Лін Куей. Під час бою навколо нього в'ється дим.
- Нуб Сайбот — таємничий ніндзя в темному одязі, «жива тінь».

### Арени
- Мертвий Басейн (The Dead Pool) — місце страти ворогів Шанг Цунга, басейн з кислотою і кістками жертв. На цій арені є фонове добивання: противника можна скинути в кислоту.
- Гробниця Битв (Kombat Tomb) — арена на фоні червоного неба з колонами. Тут є фонове добивання: противника можна підкинути на шипи на стелі. Якщо обидва гравці будуть після добивання утримувати на джойстиках кнопку «Вниз», то добитий противник зісковзне з шипів.
- Пустка (Wasteland) — ділянка дороги перед палацом. За дорогою видно трупи, насаджені на палі.
- Вежа (The Tower) — храм Темних священиків, оздоблений мармуром.
- Живий Ліс (Living Forest) — темний ліс з деревами, які мають людські лиця на стовбурах. Іноді з-за них визирають Джейд і Смоук.
- Зброярня (The Armory) — зал, де виробляється зброя для бійців Шао Кана, а на фоні тече розплавлений метал. У центрі кімнати висить символ Mortal Kombat. На цій арені, у версії гри на Sega Genesis, Рейден може зробити секретне комічне добивання — Fergality, що перетворює противника на фігурку співробітника Probe Software Фергюса МакГоверна, котрий портував гру на Sega Genesis.
- Яма II (The Pit II) — два довгих паралельних мости високо над прірвою. На дальньому мосту знаходяться два бійці. На цій арені є фонове добивання: переможеного можна скинути з мосту.
- Портал (The Portal) — арена на фоні магічного порталу, оточеного Темними священиками. У версіях гри для Sega Genesis і Sega 32X є арена Синій Портал, що замінює арену «Лігво Горо» під час битви з секретними бійцями.
- Арена Кана (Kahn's Arena) — арена Шао Кана, де він сидить на троні і спостерігає за двобоями. Позаду розміщені глядацькі трибуни і прикуті ланцюгами Соня Блейд та Кано.
- Лігво Горо (Goro's Lair) — арена з першої частини гри, де відбуваються бої з секретними персонажами.

## Сюжет
Після поразки від рук Лю Кана, Шанг Цунг повернувся в Зовнішній Світ. Імператор Шао Кан дав Шанг Цунгу другий шанс перемогти земних воїнів. Новий план зловмисників передбачає проведення нового турніру у Зовнішньому Світі. Якщо земні воїни зможуть виграти турнір, то Зовнішній Світ більше ніколи не претендуватиме на Земний. У разі перемоги Шао Кана та його союзників Земля назавжди відійде до Зовнішнього Світу.
Як і в попередній грі, пропонується зіграти за обраного персонажа проти інших, але в Mortal Kombat II це також і представники Зовнішнього світу, що впливає на фінал:
- Лю Кан. Перемігши Шао Кана, він усамітнюється в шаолінському монастирі, де вшановує загиблих і розуміє, що турнір був його долею.
- Кунг Лао. Здобувши перемогу, він звершує помсту, проте розуміє, що його найбільше випробування ще попереду.
- Джонні Кейдж. Актор повертається до знімання і фільм з ним стає блокбастером. Згодом виходить стрічка «Смертельна битва II» та стає найуспішнішим фільмом в історії. Джонні береться за знімання в «Смертельній битві III».
- Рептилія. Поборовши Шао Кана, він повстає проти Шанг Цунга та вбиває його. Так він мстить за винищення своєї раси і знаходить спокій.
- Саб-Зіро. Ніндзя виходить переможцем та вбиває Шанг Цунга, що не вдалося його брату. Також він дізнається про Скорпіона та думає зустрітися з ним у майбутньому.
- Шанг Цунг. Коли чаклун перемагає на турнірі, він вбиває Шао Кана та захоплює владу в Зовнішньому світі. Він об'єднується з іншими чаклунами і спрямовує орди демонів на завоювання Землі.
- Кітана. Після перемоги вона повертається у відбудований батьківський замок та встановлює в Зовнішньому світі нові, шляхетні, порядки.
- Джакс. Він рятує Соню й тікає з нею крізь магічний портал на Землю. Вони втрачають шанс спіймати бандита Кано, проте впевнені, що їхні дороги ще перетнуться.
- Міліна. Вигравши турнір, вона не переймається захопленням Землі, а стає королевою Зовнішнього світу в парі з Баракою.
- Барака. Перемігши Шао Кана, Барака здіймає повстання, знищує армію імператора і сам займає його трон.
- Скорпіон. Перемога дає йому новий сенс життя. Скорпіон вирішує захищати молодшого Саб-Зіро, щоб спокутати вбивство його брата, та готує його до наступного турніру.
- Рейден. Він знищує Шао Кана і всіх його прибічників, а потім руйнує переходи між світами, щоб ніхто більше не загрожував Землі.